# Vajra mushti

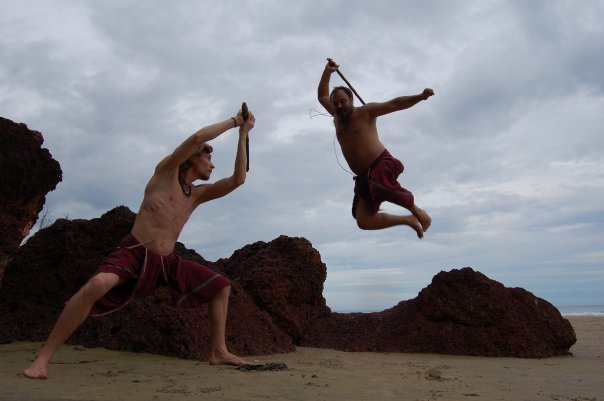
Prática de kalarippayattu.

O Vajramushti e o Kalarippayatt (que pode ser traduzido como "O caminho da arena") são artes marciais muito antigas originárias da Índia, da região de Kerala. É aceito que o Vajramushti é a arte marcial mais antiga, e todas as outras artes são derivadas dele[carece de fontes?].
Khalorika, em sânscrito, significa "o local onde se praticam as técnicas marciais dos xátrias". Foi daí que se acredita que a palavra Kalarippayatt tenha surgido. Kalari significa "escola" e payatu significa "arte marcial". Vajramushti é um termo Sânscrito que pode ter diversas traduções: "punho direto", "punho real", "soco real", "caminho do rei", a partir de vajra (vara, bastão, rei) e mushti (pancada, golpe, soco). Entretanto, o Vajramushti é mais conhecido como Kalaripayatt ou Kalaripayattu. Esta é uma das artes marciais mais antigas no mundo. Seu propósito está em ajudar a manter uma harmonia exterior e interior no homem e com a sociedade.
O Kalaripayattu era uma arte praticada pelos xátrias, a classe guerreira da Índia. Siddhartha Gautama - o Buddha - foi praticante assíduo do Kalaripayat. O Kalaripayattu é uma prática vinculada aos ríchis.
O Kalaripayattu é a Arte Antiga do "Marma", isto é, dos 108 pontos vitais no corpo humano (sthula sharira ou corpo físico denso). Kalaripayattu, Chilambam, Kabádi e Vajramushti são artes marciais praticadas em Tamil Nadu e Kerala por muitos séculos. Elas são mais divulgadas como artes de condicionamento espiritual e mental, físico e emocional do Ser Humano, do que uma mera arte de luta - como tantas que já existem.
O Kalaripayattu pode ou não ser praticado com armas, tais como: bastões longos ou curtos, lanças, espada etc.

## Surgimento
Acredita-se que os ríchis guerreiros tenham ensinado seus segredos para os principais brâmanes. Esses, por sua vez, treinaram outros e escolheram 21 peritos em combate corpo a corpo, com os quais os guerreiros Yodhas foram treinados. Esses 21 guerreiros estabeleceram 21 Kalaris para proteger a terra e manter a paz.
Graças ao monge Bodhidharma, um monge Budista do Sul da Índia (um príncipe de Tamil Nadu), Kalaripayátu e o Vajramushti foram introduzidos na China e no Japão, e depois em outras terras e países. Na China, o Kalaripayátu e o Vajramushti tomaram o nome de Kung Fu. No Japão, estas artes foram desenvolvidas dentro do sistema samurai, onde criaram-se e desenvolveram-se o caratê e o quempô.
A idade dourada de Kalaripayatu foi do século XIII ao século XVIII, quando as técnicas foram mais divulgadas e praticadas publicamente. Já no século XIX, os colonialistas britânicos declararam o Kalaripayatu e o Vajramushti como técnicas ilegais, e sua prática e ensino foram, gradualmente, extintas. Poucos mestres ensinavam estas artes, e quando isto ocorria, tal ensinamento era feito reservadamente.
O Kalarippayattu se espalhou na Europa devido aos esforços de Anil Machado e na América por Shiva Rhea. Eles são os mestres líderes na Europa e América.

## A cultura física, mental e espiritual
O alvo do Kalaripayatu está não unicamente na arte de defesa pessoal, mas também no vigor da mente através de exercícios físicos e ioga. O vigor da mente é o vigor de corpo.
Kalaripayatu é uma mistura única de práticas espirituais, mentais e físicas. O treinamento segue rituais estritos. No Gurukula, 'residência dos mestres', há um treinamento físico rígido, assim como treinamento ético e espiritual aos praticantes. O kalariguru, mestre de defesa pessoal, guia seus estudantes num caminho que os permitirá estarem prontos para qualquer situação na vida.
A medicina ayurvédica tradicional faz par com o Kalaripayatu. Seu nome é designado como "Kalarichikitsa" e baseia-se em identificar pontos vitais, 'marmas', que são tratados com massagens e óleos essenciais do Ayurveda e ervas medicinais ditadas pelos gurus.

## Atualmente no Brasil
O ensinamento do Vajramushti no Brasil foi transmitido pelo grão-mestre sri swami Vyaghrananda Bhagwan, discípulo de sri Munirishi Saddhu, que por sua vez, foi nascido e criado em Kerala, no sul da Índia. O sucessor do Vajramushti no Brasil, segundo o Vishwa Unnyayan Samsad e o Vishwa Parishad, é o atual grão-mestre sri Vyaghra Yogi Gamaji, também conhecido oficialmente pelo nome de mestre Uberto Gama, discípulo direto do swami Vyaghrananda Bhagwan, mas antes foi estudante de diversas outras linhas de ioga e budismo, tendo chegado ao quarto dan da faixa preta em Taekwondo. Afirma-se que o mestre Vyaghra Yogi Gamaji passou por diversas escolas de ioga, antes de tornar-se mestre de Raja Vidya Yoga, disciplina citada no Bhagavad Gita. Como uma linhagem espiritual, a linha Raja Vidya Yoga mantém a prática destas artes marciais em sua codificação, sob o capítulo Yodha Vidya.
"Dentro da Ordem Filosófica Vidya Yoga Ashram, a prática mais profunda do Vajramushti só é transmitida para os membros com o grau de discípulos ou instrutor-missionário. O motivo principal desta decisão é preservar a tradição milenar e evitar a deturpação dos princípios filosóficos. Atualmente, algumas artes marciais perderam o seu verdadeiro sentido espiritual e de autoconhecimento, e passaram a ser meros esportes ou espetáculos de pancadaria." Shri Swami Vyaghra Yogi

## A Queda da Organização Vidia Ioga
A Queda da Organização Vidia Ioga refere-se à desarticulação da entidade espiritualista conhecida como Vidia Ioga, após a prisão de seu fundador, Uberto Afonso Albuquerque da Gama, em 11 de abril de 2025. A operação foi conduzida pelo Ministério Público do Estado do Paraná (MPPR), com apoio de outras forças de segurança.
Uberto foi detido por suspeita de violência e abuso sexual, e além da prisão, foram cumpridos mandados de busca e apreensão em vários endereços ligados à organização, incluindo uma chácara localizada no município de Quatro Barras, no estado do Paraná. No local, autoridades encontraram documentos, equipamentos eletrônicos e um arsenal de armas e muitas munições.
A promotora do caso no MPPR, Dra. Tarsila Santos Teixeira, informou que o processo de investigação já vinha sendo desenvolvido há meses, com depoimentos de ex-integrantes da organização.
A maioria dos membros começou a abandonar a Vidia Ioga no final do ano de 2024, após denúncias internas começarem a surgir, mas haviam indícios a muitos anos. Entre as práticas denunciadas estavam casamentos arranjados, manipulação psicológica e coerção espiritual.